# Марин Любичич (футболіст, 1988)
Марин Любичич (хорв. Marin Ljubičić; 15 червня 1988, Меткович, СФРЮ) — хорватський футболіст, півзахисник.

## Біографія

### Клубна кар'єра
Любичич займався футболом у клубі «Нервета» з рідного міста Меткович. У сезоні 2005/06 потрапив в сплітський «Хайдук». У складі команди дебютував при тренері Луці Боначичі і в першому сезоні в складі команди провів всього 2 матчі в чемпіонаті Хорватії. Влітку 2007 року отримав травму розриву зв'язок.
30 серпня 2007 року дебютував у єврокубках у матчі кваліфікації Кубка УЄФА проти італійської «Сампдорії» (1:1), Любічіч відіграв всю гру. За сумою двох матчів «Хайдук» поступився «Сампдорії» (2:1) і вилетів з турніру. У сезоні 2007/08 Марін в чемпіонаті Хорватії зіграв 20 матчів, але тільки у 8 матчах відіграв всі 90 хвилин.
Влітку 2008 року перейшов в «Задар» з однойменного міста, на правах вільного агента. У складі команди став основним гравцем, за «Задар» виступав півтора року і зіграв в 38 матчах чемпіонату, в яких забив 4 м'ячі.
На початку 2010 року повернувся в «Хайдук». За підсумками сезону 2009/10 «Хайдук» став срібним призером чемпіонату Хорватії, поступившись лише загребському «Динамо». Клуб також став володарем Кубка Хорватії у фіналі обігравши «Шибеник» за сумою двох матчів (4:1), Любичич зіграв в обох зустрічах. Протягом 2010 року отримав травму, струс мозку і переніс операцію на виличної кістки.
У сезоні 2010/11 клуб брав участь у Лізі Європи, у третьому кваліфікаційному раунді «Хайдук» переміг бухарестське «Динамо» (3:4 за сумою двох матчів), Любичич зіграв у першому матчі. У наступному раунді «Хайдук» пройшов інший румунський клуб «Унірю» (5:2 за сумою двох матчів) і вийшов у груповий етап. У групі «Хайдуку» попалися «Зеніт», «Андерлехт» і АЕК, Любічіч зіграв у всіх зустрічах в рамках групового етапу. У домашньому матчі проти «Зеніту» (2:3), він забив гол на 68 хвилині у ворота В'ячеслава Малафєєва. У підсумку «Хайдук» посів останнє 4 місце в групі.
17 липня 2010 року в матчі за Суперкубок Хорватії «Хайдук» поступився «Динамо» (1:0). У чемпіонаті Хорватії клуб знову став срібним призером, поступившись загребському «Динамо». Любичич зіграв в 20 матчах, в яких забив 2 голи (у ворота «Істри 1961» і «Задара»).
У липні 2011 року підписав контракт з сімферопольською «Таврією» за схемою «2+1». Клуб за нього заплатив 400 000 євро. У «Таврії» Марин отримав 4 номер і виступав аж до травня 2014 року, після чого покинув клуб на правах вільного агента.
В другій половині 2014 року виступав за угорську «Академі Пушкаша»., після чого перейшов у словацький ДАК 1904.

### Кар'єра в збірній
У 2004 році провів 3 матчі за юнацьку збірну Хорватії до 17 років під керівництвом Івана Гуделя.
З 2006по 2007 рік виступав за збірну до 19 років. У червні 2007 року взяв участь в елітному кваліфікаційний раунді на чемпіонат Європи 2007 в Австрії. Хорватія тоді зайняла в групі 2 місце, поступившись Греції і обігнавши Італію та Швеції. Любичич зіграв у всіх трьох іграх, у матчі проти Італії він забив гол. Всього за збірну до 19 років провів 4 матчі і забив 1 м'яч.
У складі молодіжної збірної до 21 року провів дві гри проти Греції (3:4) і Азербайджану (0:1) в рамках кваліфікації на молодіжний чемпіонат Європи 2009 в Швеції. Хорватія тоді зайняла 2 місце в групі, поступившись лише Італії і не поїхала на чемпіонат.
Мп\арин також зіграв у відбірковому турнірі на чемпіонат Європи 2011 року в Данії. Хорватія посіла 1 місце у групі і здобула право зіграти у стикових матчах. Марін в рамках групового етапу зіграв 2 матчі проти Кіпру (0:2) і Норвегії (1:3). В плей-оф хорвати розгромно поступились іспанцям (5:1 за сумою двох матчів) і знову не пробились на турнір.
Всього за молодіжну збірну він зіграв 14 матчів і забив 2 м'ячі.

## Досягнення
- Срібний призер чемпіонату Хорватії (3):

«Хайдук»: 2006-07, 2009-10, 2010-11
- Володар Кубка Хорватії (1):

«Хайдук»: 2009-10
- Чемпіон Словаччини (1):

«Слован»: 2018-19